# S'ciopon
Lo s'ciopon (pronuncia /sʧio'pon/) è un'imbarcazione veneziana. È il più piccolo tipo di sandolo, più leggero della mascareta (non supera i 100 kg).
Viste le dimensioni e la manovrabilità, era utilizzata nella caccia tra le barene e i ghebi della Laguna di Venezia. Il suo nome infatti deriva da s'ciopo, ovvero "spingarda", "fucile".
Tipicamente, lo s'ciopon viene manovrato con la voga alla valesàna, ovvero a due remi (per vogatore) tenuti incrociati.
Un progenitore dello s'ciopon è ritratto nel dipinto Caccia in valle di Vittore Carpaccio.